# CAME Dosson Calcio a 5 2018-2019
Questa pagina raccoglie i dati riguardanti la CAME Dosson Calcio a 5, squadra di calcio a 5 militante in serie A, nelle competizioni ufficiali del 2018-2019.

## Trasferimenti

### Sessione estiva
| Cainan De Matos     | Napoli     |
| Igor                | Jaraguá    |
| Cristiano Fusari    | Kaos       |
| Lorenzo Pietrangelo | svincolato |

| Alemão             | Napoli       |
| Riccardo Crescenzo | Sedico       |
| Loris Di Guida     | Meta Catania |
| Donato Massafra    | Prato        |
| Rangel             | Qairat       |

### Sessione invernale
| Edgar Bertoni    | Acqua e Sapone |
| Altre operazioni |                |
| Riccardo Puppin  | Villorba       |

| Partenze | Partenze | Partenze | Partenze |
| Nome     | a        |          |          |
| -------- | -------- | -------- | -------- |

## Organico

### Prima squadra
| N° | Naz.                                   | Ruolo | Sportivo              | Anno     |  |  |
| -- | -------------------------------------- | ----- | --------------------- | -------- |  |  |
| 1  | Italia (bandiera)                      | POR   | Lorenzo Pietrangelo   | 24.06.95 |  |  |
| 2  | Argentina (bandiera)                   | DIF   | Pablo Esteban Belsito | 29.03.86 |  |  |
| 3  | Brasile (bandiera)                     | UNI   | Cainan De Matos       | 27.01.90 |  |  |
| 7  | Italia (bandiera)                      | LAT   | Cristiano Fusari      | 03.10.91 |  |  |
| 10 | Brasile (bandiera) · Italia (bandiera) | PIV   | Erick Bellomo         | 03.03.78 |  |  |
| 12 | Brasile (bandiera) · Italia (bandiera) | PIV   | Arlan Pablo Vieira    | 03.07.90 |  |  |
| 13 | Brasile (bandiera)                     | DIF   | Michel Sviercoski     | 30.07.87 |  |  |
| 15 | Brasile (bandiera) · Italia (bandiera) | LAT   | Edgar Bertoni         | 24.09.81 |  |  |
| 17 | Brasile (bandiera)                     | DIF   | Igor                  | 10.01.94 |  |  |
| 19 | Italia (bandiera)                      | POR   | Luca Morassi          | 07.01.91 |  |  |
| 20 | Brasile (bandiera)                     | LAT   | Thiago Grippi         | 09.07.88 |  |  |
| 21 | Brasile (bandiera)                     | LAT   | Murilo Schiochet      | 09.01.93 |  |  |
| 23 | Italia (bandiera)                      | LAT   | Alvise Rosso          | 20.02.96 |  |  |

### Under-19
| N° | Naz.              | Ruolo | Sportivo           | Anno     |  |  |
| -- | ----------------- | ----- | ------------------ | -------- |  |  |
| 14 | Italia (bandiera) | LAT   | Matteo Furlanetto  | 02.09.99 |  |  |
| 18 | Italia (bandiera) | POR   | Michele Ronzani    | 17.10.99 |  |  |
| 98 | Italia (bandiera) | LAT   | Mattia Cappelletto | 09.01.98 |  |  |